# Indiana Pacers 1968-1969
La stagione 1968-69 degli Indiana Pacers fu la 2ª nella ABA per la franchigia.
Gli Indiana Pacers vinsero la Eastern Division con un record di 44-34. Nei play-off vinsero la semifinale di division con i Kentucky Colonels (4-3), la finale di division con i Miami Floridians (4-1), perdendo poi la finale ABA con gli Oakland Oaks (4-1).

## Roster
| \| Pos. \| Num. \| Naz. \| Nome \| Altezza \| Peso \| Data nascita \| Provenienza \| \| ---- \| ----- \| ---- \| --------------- \| ------- \| ------ \| ------------ \| -------------------------------- \| \| G/AP \| 35 \| \| Brown, Roger \| 196 cm \| 93 kg \| 22-05-1942 \| Dayton \| \| G \| 20 \| \| Chubin, Stephen \| 188 cm \| 91 kg \| 08-02-1944 \| Rhode Island \| \| C \| 34 \| \| Daniels, Mel \| 206 cm \| 100 kg \| 20-07-1944 \| New Mexico \| \| A \| 40 \| \| Dee, Don \| 203 cm \| 95 kg \| 09-08-1943 \| Saint Mary of the Plains College \| \| A \| 30 \| \| Fairchild, John \| 203 cm \| 93 kg \| 28-04-1943 \| Brigham Young \| \| G \| 15 \| \| Harkness, Jerry \| 188 cm \| 79 kg \| 07-05-1940 \| Loyola Chicago \| \| G \| 12-20 \| \| Hooper, Bobby \| 183 cm \| 82 kg \| 22-12-1946 \| Dayton \| \| A \| 111 \| \| Joyner, Butch \| 196 cm \| 91 kg \| 26-04-1945 \| Indiana \| \| G \| 14 \| \| Lewis, Freddie \| 183 cm \| 79 kg \| 01-07-1943 \| Arizona State \| \| A/C \| 42 \| \| Lewis, Mike \| 203 cm \| 102 kg \| 18-03-1946 \| Duke \| \| A \| 32 \| \| Miller, Jay \| 196 cm \| 93 kg \| 19-07-1943 \| Notre Dame \| \| A/C \| 24 \| \| Netolicky, Bob \| 206 cm \| 100 kg \| 02-08-1942 \| Drake University \| \| A/C \| 43 \| \| Peeples, George \| 201 cm \| 86 kg \| 30-10-1943 \| Iowa \| \| G \| 44 \| \| Perry, Ron \| 191 cm \| 86 kg \| 29-12-1943 \| Virginia Tech \| \| G \| 23 \| \| Rayl, Jimmy \| 188 cm \| 79 kg \| 21-06-1941 \| Indiana \| \| G/AP \| 11 \| \| Thacker, Tom \| 188 cm \| 77 kg \| 02-11-1939 \| Cincinnati \| \| G \| 12 \| \| Thompson, Jack \| 185 cm \| 84 kg \| 26-03-1946 \| South Carolina \| \| G \| 11 \| \| Wagner, Phillip \| 188 cm \| 86 kg \| 18-12-1945 \| Georgia Tech \| | Allenatore - Larry Staverman (fino all'11 novembre 1968) - Slick Leonard (dall'11 novembre 1968) Assistente/i - Slick Leonard (Vice-allenatore fino all'11 novembre 1968) - Bernie Lareau (Preparatore atletico) Legenda - (C) Capitano - (FA) Free agent - (S) Sospeso - (TW) Contratto Two-way - (GL) Assegnato a squadra G League affiliata - Infortunato Roster • Transazioni · Ultima transazione: 29 giugno 1969 |                        |                 |         |        |              |                                  |
| Pos. | Num. | Naz.                   | Nome            | Altezza | Peso   | Data nascita | Provenienza                      |
| G/AP | 35 | Stati Uniti (bandiera) | Brown, Roger    | 196 cm  | 93 kg  | 22-05-1942   | Dayton                           |
| G | 20 | Stati Uniti (bandiera) | Chubin, Stephen | 188 cm  | 91 kg  | 08-02-1944   | Rhode Island                     |
| C | 34 | Stati Uniti (bandiera) | Daniels, Mel    | 206 cm  | 100 kg | 20-07-1944   | New Mexico                       |
| A | 40 | Stati Uniti (bandiera) | Dee, Don        | 203 cm  | 95 kg  | 09-08-1943   | Saint Mary of the Plains College |
| A | 30 | Stati Uniti (bandiera) | Fairchild, John | 203 cm  | 93 kg  | 28-04-1943   | Brigham Young                    |
| G | 15 | Stati Uniti (bandiera) | Harkness, Jerry | 188 cm  | 79 kg  | 07-05-1940   | Loyola Chicago                   |
| G | 12-20 | Stati Uniti (bandiera) | Hooper, Bobby   | 183 cm  | 82 kg  | 22-12-1946   | Dayton                           |
| A | 111 | Stati Uniti (bandiera) | Joyner, Butch   | 196 cm  | 91 kg  | 26-04-1945   | Indiana                          |
| G | 14 | Stati Uniti (bandiera) | Lewis, Freddie  | 183 cm  | 79 kg  | 01-07-1943   | Arizona State                    |
| A/C | 42 | Stati Uniti (bandiera) | Lewis, Mike     | 203 cm  | 102 kg | 18-03-1946   | Duke                             |
| A | 32 | Stati Uniti (bandiera) | Miller, Jay     | 196 cm  | 93 kg  | 19-07-1943   | Notre Dame                       |
| A/C | 24 | Stati Uniti (bandiera) | Netolicky, Bob  | 206 cm  | 100 kg | 02-08-1942   | Drake University                 |
| A/C | 43 | Stati Uniti (bandiera) | Peeples, George | 201 cm  | 86 kg  | 30-10-1943   | Iowa                             |
| G | 44 | Stati Uniti (bandiera) | Perry, Ron      | 191 cm  | 86 kg  | 29-12-1943   | Virginia Tech                    |
| G | 23 | Stati Uniti (bandiera) | Rayl, Jimmy     | 188 cm  | 79 kg  | 21-06-1941   | Indiana                          |
| G/AP | 11 | Stati Uniti (bandiera) | Thacker, Tom    | 188 cm  | 77 kg  | 02-11-1939   | Cincinnati                       |
| G | 12 | Stati Uniti (bandiera) | Thompson, Jack  | 185 cm  | 84 kg  | 26-03-1946   | South Carolina                   |
| G | 11 | Stati Uniti (bandiera) | Wagner, Phillip | 188 cm  | 86 kg  | 18-12-1945   | Georgia Tech                     |